# Condado de Ballobar
El condado de Ballobar es un título nobiliario español creado por el rey Alfonso XIII el 10 de enero de 1890 a favor de María Luisa de Heras y Mergelina. 
Su nombre se refiere al municipio aragonés de Ballobar, en la provincia de Huesca.

## Condes de Ballobar
|                           | Titular                          | Periodo                   |
| Creación por Alfonso XIII | Creación por Alfonso XIII        | Creación por Alfonso XIII |
| ------------------------- | -------------------------------- | ------------------------- |
| I                         | María Luisa de Heras y Mergelina | 1890-1913                 |
| II                        | Antonio de La Cierva y Lewita    | 1913-1971                 |
| III                       | Gonzalo de La Cierva y Moreno    | 1971-1991                 |
| IV                        | Alfonso de La Cierva y Moreno    | 1991-actual titular       |

## Historia de los condes de Ballobar
- I condesa: María Luisa Heras y Mergelina Fernández de Valdespino y Gómez de Barreda, natural de Sanlúcar de Barrameda: Le fue concedido dicho título para recompensar los méritos de su difunto marido, el General Plácido de La Cierva y Nuevo.

- II conde: Antonio de la Cierva y Lewita, (Viena, 1 de diciembre de 1885-Madrid.10 de octubre de 1971), hijo del General Plácido de la Cierva y Nuevo y de Luisa Fernanda Salomé Lewita Finkelstein (Plock, Polonia-París enero de 1887). Fue un destacado diplomático que desempeñó el cargo de Cónsul de España en Jerusalén y que actuó contundentemente en la defensa de los judíos durante la II Guerra Mundial. Por su labor como Cónsul de España en Jerusalén, donde en tiempos de la Primera Guerra Mundial llegó a representar a la práctica totalidad de las potencias europeas, fue conocido por el sobrenombre de "El Cónsul universal".[1]

1. Casó con María Rafaela Osorio de Moscoso y López de Ansó, III  duquesa de Terranova, XIV marquesa de Poza, V condesa de Garcíez. Le sucedió, de su hijo Alfonso de la Cierva y Osorio de Moscoso que casó con Ymelda Moreno y Arteaga, el hijo de ambos, su nieto:

- III conde: Gonzalo de La Cierva y Moreno (n. en 1961), que ostenta también el título de IV duque de Terranova, y XVII  marqués de Poza. Le sucedió, por cesión en 1991, su hermano menor:

- IV conde: Alfonso de La Cierva y Moreno.

1. Casó con Teresa Ruiz-Jarabo y Madrid.